# Герб Герцы
Герб Герца — официальный символ города Герца, районного центра Черновицкой области Украины.

## Описание
В красном поле серебряная левая перевязь, обремененная двумя черными кадуцеями.
Щит увенчан серебряной короной с тремя башенками.

## История
Герб города румынского периода был утвержден, вероятно, в 1934 году, вместе с символикой других муниципий Буковины. Он является единственным городским символом Буковины, в котором в условиях геральдической традиции на тот момент, была принята античная мифологическая атрибутика. Жезлы Меркурия являются традиционными символами торговли, поэтому символика герба воспроизводит прошлое Герца как торгового города.
Автор проекта современного герба, повторяющий символику румынского периода — художник Юрий Ончул.